# Elektrisk pol

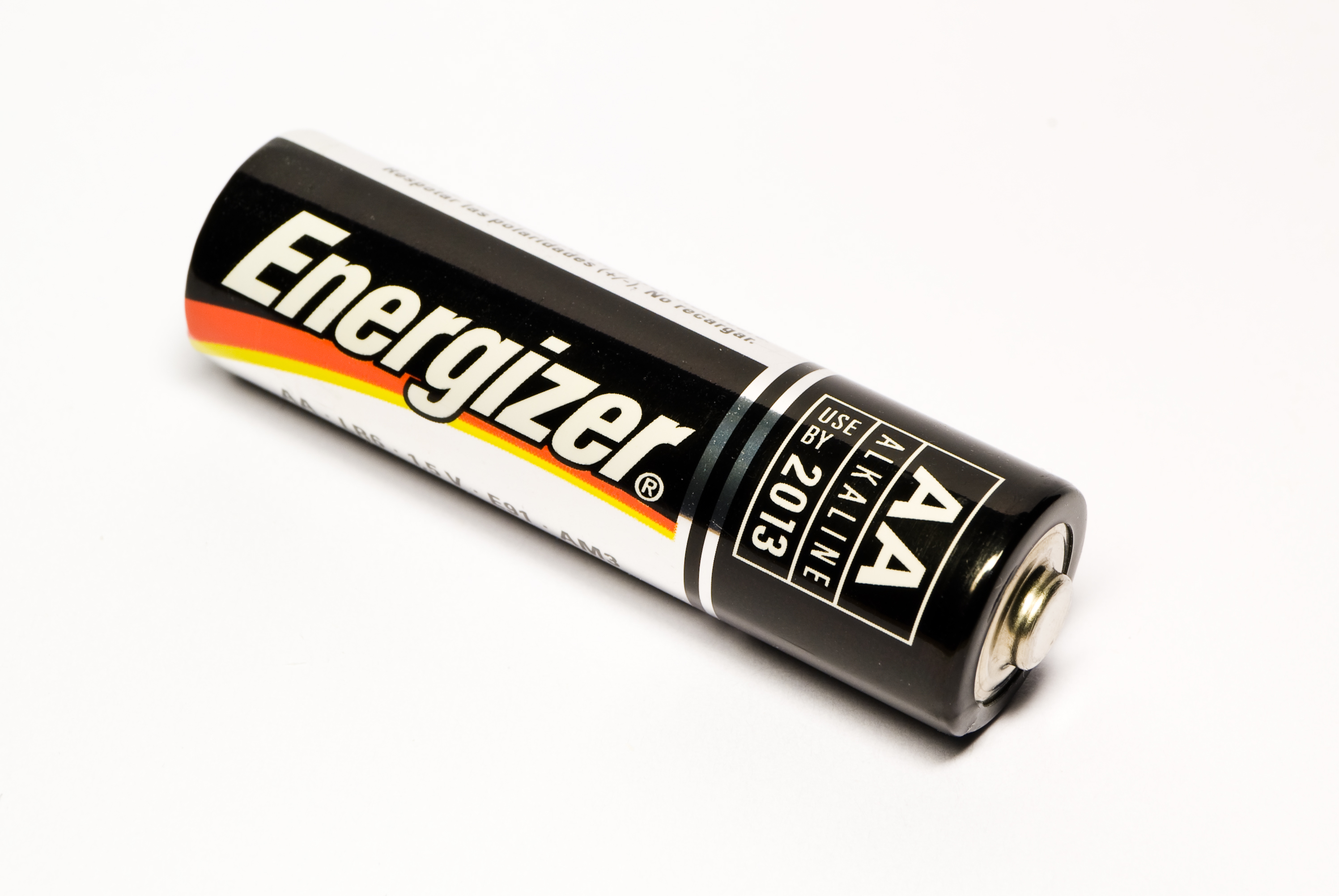
Ett elektriskt batteri har två poler

En elektrisk pol är ett område där det råder ett överskott eller underskott på elektroner. Elektriska poler finns till exempel på batterier och strömuttag, men en atom eller molekyl kan också ha poler.